# IC 1654
IC 1654 је спирална галаксија у сазвјежђу Рибе која се налази на листи објеката дубоког неба у Индекс каталогу.
Деклинација објекта је + 30° 11' 43" а ректасцензија 1h 15m 11,8s. Привидна величина (магнитуда) објекта IC 1654 износи 13,4 а фотографска магнитуда 14,3. IC 1654 је још познат и под ознакама UGC 798, MCG 5-4-4, CGCG 502-11, NPM1G +29.0048, PGC 4520.